# 奇招百出的維多利亞
《奇招百出的維多利亞》是守雨原著，牛野こも插畫繪製的輕小說，2021年連載於成為小說家吧。第一卷漫畫同樣由牛野こも繪製，於2023年7月14日發售，PV由小清水亞美擔任旁白。本作於2023年的下一部人氣輕小說大賞單行本部門獲得排名第9。

## 登場人物

### 主要人物
维多利亚•塞勒斯 / 克蘿伊
本作主角。哈格爾王國的諜報員，在組織內使用的名字是克蘿伊。為了逃避藍寇和組織的追殺而冒用同年且外表相似的維多利亞•塞勒斯的身份入境艾許伯里王國。曾協助海恩斯伯爵家的約拉那絆倒劫匪，因此租房時被邀請居住。
諾娜
被親生母親遺棄與維多利亞相遇並被領養。

### 亞瑟家族
傑佛瑞•亞瑟
艾許伯里王國第二騎士團團長、維多利亞收養諾娜的保證人。
艾德華•亞瑟
傑佛瑞的哥哥。

### 哈格爾王國
藍寇
哈格爾王國特殊任務部隊的中央管理室室長、克羅伊的前上司。

## 出版書籍

### 輕小說
| 卷數 | 角川新文芸     | 角川新文芸             | 台灣角川       | 台灣角川               |
| 卷數 | 發售日期       | ISBN                   | 發售日期       | ISBN                   |
| ---- | -------------- | ---------------------- | -------------- | ---------------------- |
| 1    | 2022年7月25日  | ISBN 978-4-046-81576-7 | 2023年7月24日  | ISBN 978-6-263-52700-3 |
| 2    | 2022年12月23日 | ISBN 978-4-046-81929-1 | 2023年11月27日 | ISBN 978-6-263-78167-2 |
| 3    | 2024年1月25日  | ISBN 978-4-046-83251-1 |                |                        |

### 漫畫
| 卷數 | KADOKAWA      | KADOKAWA               |
| 卷數 | 發售日期      | ISBN                   |
| ---- | ------------- | ---------------------- |
| 1    | 2023年7月14日 | ISBN 978-4-046-82496-7 |
| 2    | 2024年2月17日 | ISBN 978-4-046-83037-1 |
| 3    | 2024年9月17日 | ISBN 978-4-046-83955-8 |

## 外部連結
- 成為小說家吧（日語）
- Comic Walker（日語）